# 김기남 (1973년)
김기남(1973년 7월 20일 ~ )은 대한민국의 전직 축구 선수이다. 현역 시절 포지션은 미드필더였다.